# Tamás Koltai
Tamás Koltai (Győr, 30 aprile 1987) è un ex calciatore ungherese, di ruolo centrocampista.

## Palmarès

### Club

#### Competizioni nazionali
- Campionato ungherese: 1

Győri ETO: 2012-2013
- Supercoppa d'Ungheria: 1

Győri ETO: 2013